# Rivière Chicotte
Rivière Chicotte är ett vattendrag i Kanada.   Det ligger i provinsen Québec, i den östra delen av landet, 1 000 km öster om huvudstaden Ottawa.